# 夏未エレナ
夏未 エレナ（なつみ エレナ、1994年8月8日 - ）は、日本の元女優、元ファッションモデル。
東京都出身。身長164cm。

## 略歴
- 2006年 – 小学6年生の時、小学校の運動会でスカウトされ、堀北真希の妹分としてデビュー。同年9月、『先生道』「哀愁のハーモニカ先生」でドラマ初出演にして初主演を果たす。
- 2007年1月4日 – フジテレビ 新春ドラマスペシャル『佐賀のがばいばあちゃん』で、主人公の初恋の相手・田中由美子を演じた。
- 2011年4月、以前所属していたスウィートパワーから公式プロフィールが削除された。他事務所への移籍、休業、または引退したものと思われるが、本人ならびに事務所からの公式発表はなく、その後の消息は不明。

## 人物
- 特技はフラダンス。
- 好きな食べ物は餃子とポテト。
- 性格は「負けず嫌い」と話している。
- これからの抱負は、「何の役でもやりこなせ、誰にでも好感を持たれる女優になりたい!」と意気込んでいる。
- 憧れの服装の有名人は木村カエラ、土屋アンナ、マキシマムザホルモンのナヲ。
- 好きなアーティストに銀杏BOYZ、椎名林檎、THE BLUE HEARTS、ゆらゆら帝国などを挙げている。特に銀杏BOYZの峯田和伸のことは「あれだけ人間の汚さをキレイにうたえる人はいない。本当に会いたい!」と話している。

## 出演

### テレビドラマ
- 先生道 哀愁のハーモニカ先生（2006年9月、BS-i） - 浅野みどり 役
- 佐賀のがばいばあちゃん（2007年1月、フジテレビ） - 田中由美子 役
- 生徒諸君!（2007年4月 - 6月、朝日放送・テレビ朝日） - 岡沢茉莉 役
- 金曜ナイトドラマ 未来遊園地（2007年9月28日、テレビ朝日） - 自称・幽霊の少女 役
- 木曜ドラマ おいしいごはん 第6話（2007年、テレビ朝日） - 若き日の円城寺千恵子 役
- 金曜ナイトドラマ 未来遊園地2（2008年3月28日、テレビ朝日） - 自称・幽霊の少女 役
- 山田太一ドラマスペシャルV 本当と嘘とテキーラ（2008年5月28日、テレビ東京） - 尾崎朝美 役
- 四つの嘘（2008年7月 - 9月、テレビ朝日） - 西尾ゆかり 役
- 学校じゃ教えられない!　第8話 - 第10話（2008年7月 - 9月、日本テレビ） - 影山灯世 役
- 男装の麗人〜川島芳子の生涯〜（2008年12月6日、テレビ朝日） - 川島廉子 役
- 日曜劇場 本日も晴れ。異状なし（2009年1月 - 3月、TBS） - 玉城美波 役
- 土曜ドラマ チャレンジド（2009年10月 - 11月、NHK総合） - 月本麗 役
- 25分 私が初めて創ったドラマ 恐竜とおじいちゃん（2009年12月23日、NHK BShi） - 真琴役
- やまない雨はない（2010年3月6日、テレビ朝日）

### 映画
- 三十九枚の年賀状（2009年） - 星ユリ枝 役（主演）

### CM
- SCE 新型PSP「何それ/軽量化・FF篇」（2007年9月 - ）
- ロッテガーナチョコレート「ひとつだけの母の日 篇」（2009年4月20日 - 5月10日）

### 広告
- 財団法人自転車駐車場整備センター「駅前放置自転車クリーンキャンペーン」（2008年）

### 雑誌
- Hana★chu→（2007年 - 、主婦の友社） - 専属モデル

### その他
- 閃光ライオット2009 応援ガール